# Günther Pröhl
Günther Pröhl (* 14. März 1895 in Schwerin; † 19. November 1977 in Ahrensburg, Schleswig-Holstein) war Hauptabteilungsleiter im Reichskommissariat Ostland.

## Leben
Der aus Mecklenburg stammende Pröhl nahm aktiv am Ersten Weltkrieg teil, in der Weimarer Republik wurde er NSKK-Obergruppenführer in Kiel. Seine Dienststelle befand sich im Knooperweg 57.
Nach Ausbruch des Zweiten Weltkrieges übernahm er die Panzer-Jäger-Abteilung 290 der 290. Infanterie-Division.
Nach dem Überfall auf die Sowjetunion 1941 wurde Pröhl Mitarbeiter der Zivilverwaltung im Reichskommissariat Ostland, einem der Haupttatorte des Holocaust. Er wurde Hauptabteilungsleiter 1 („Politik“). Am 17. Januar 1942 hatte er den Rang eines Hauptmanns, und ihm wurde gemeinsam mit Karl von Oven und Manfred von Petersdorff von Adolf Hitler das Ritterkreuz verliehen. 1943 war er bereits Major. Nach dem Zerfall des Reichskommissariats Ostland wurde er in Hamburg zum Befehlshaber des Hamburger Volkssturms ernannt und erlebte dort das Kriegsende.